# Museo della città di Ústí nad Labem
Il museo della città di Ústí nad Labem (in ceco Muzeum města Ústí nad Labem ) è il museo che si trova a Ústí nad Labem, comune del Distretto di Ústí nad Labem, nella omonima regione, Repubblica Ceca. L'edificio che lo ospita nacque come sede scolastica e venne costruito in due tempi, a partire dal 1875 per essere ultimato nel 1896. Viene considerato un monumento culturale nazionale.

## Storia

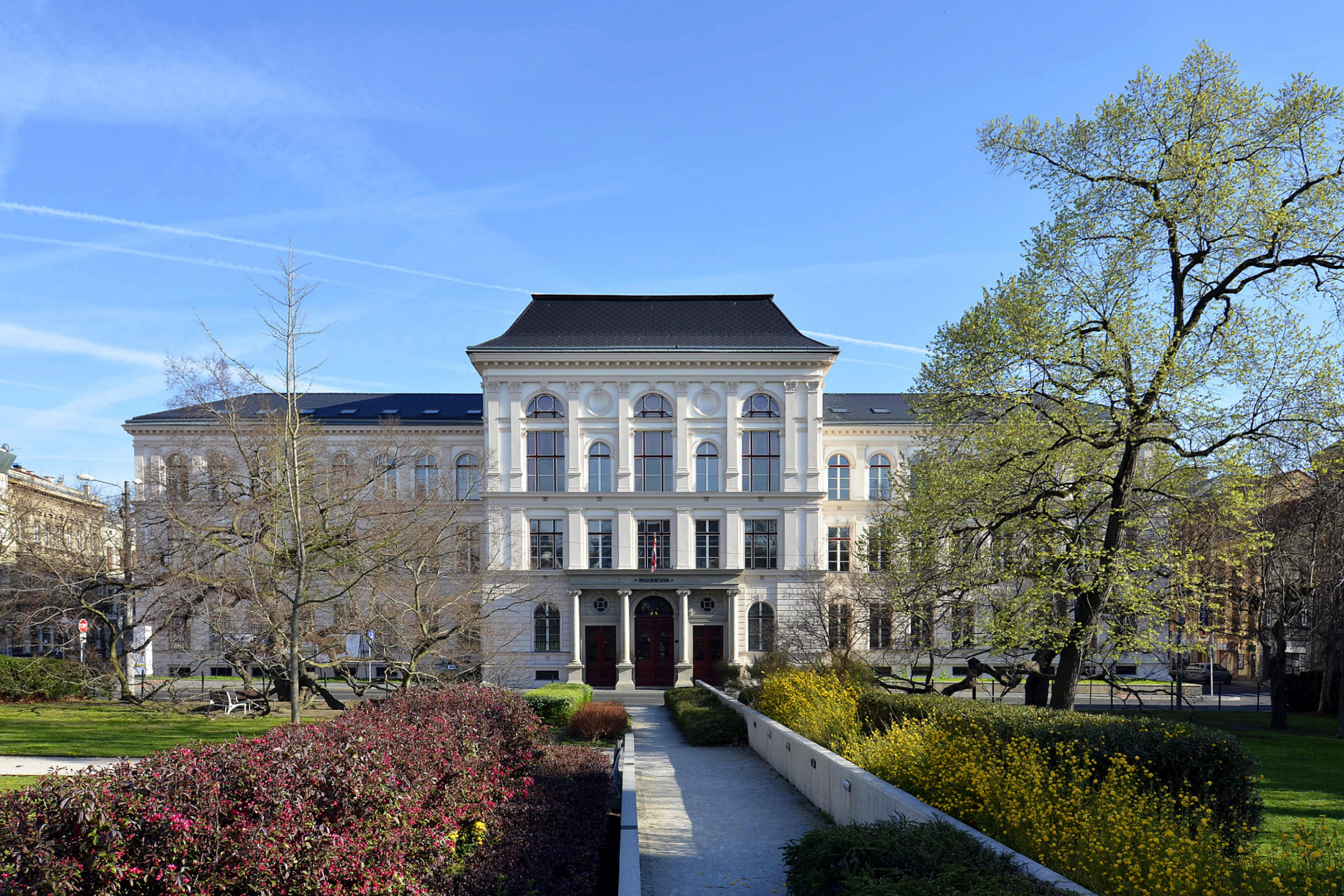
Edificio centrale del museo della città di Ústí nad Labem dal 1876, prima parte del complesso che ci è pervenuto

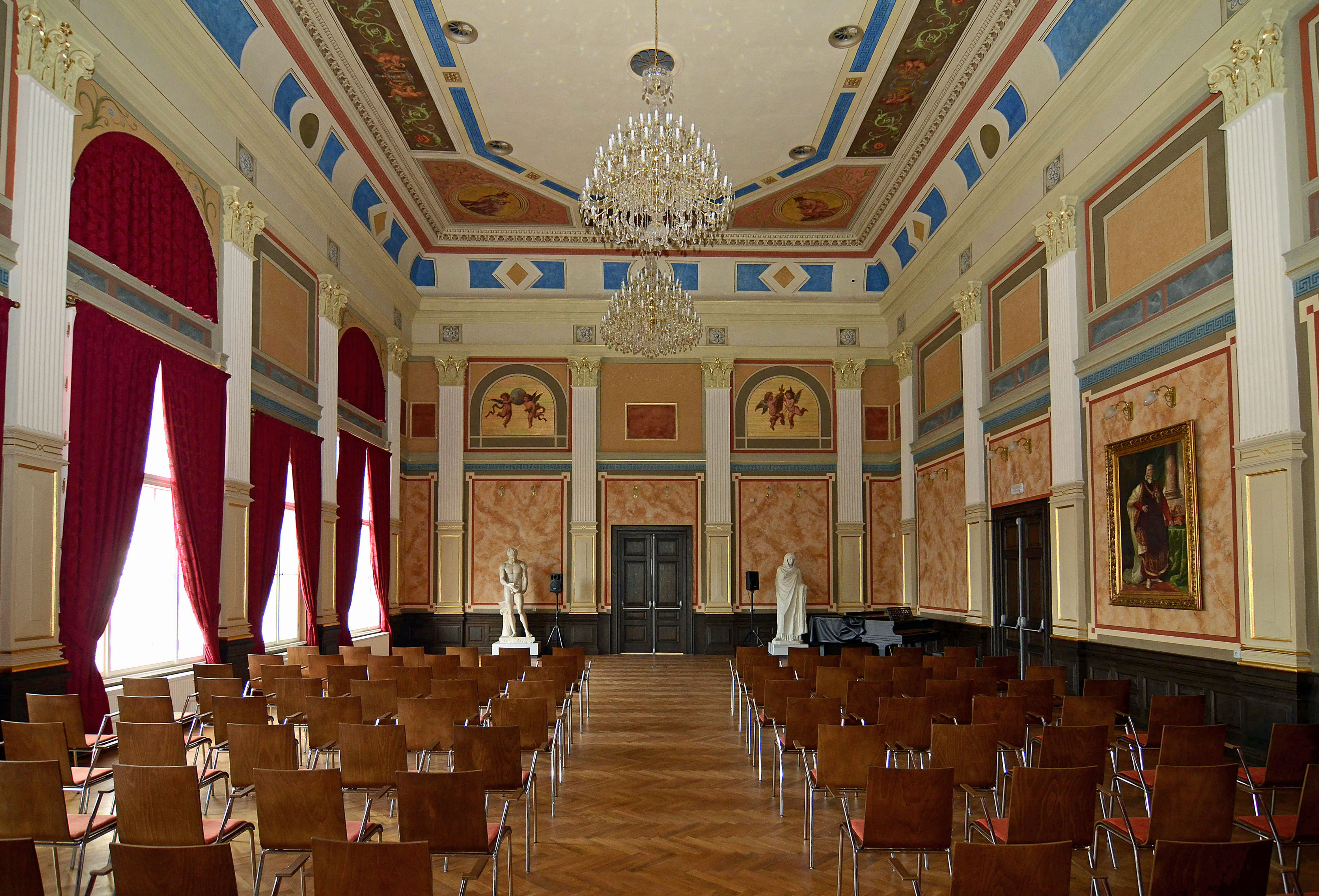
Sala Imperiale, grande sala di rappresentanza cittadina che nel 1901 ospitò in visita ufficiale l'imperatore Francesco Giuseppe I d'Austria

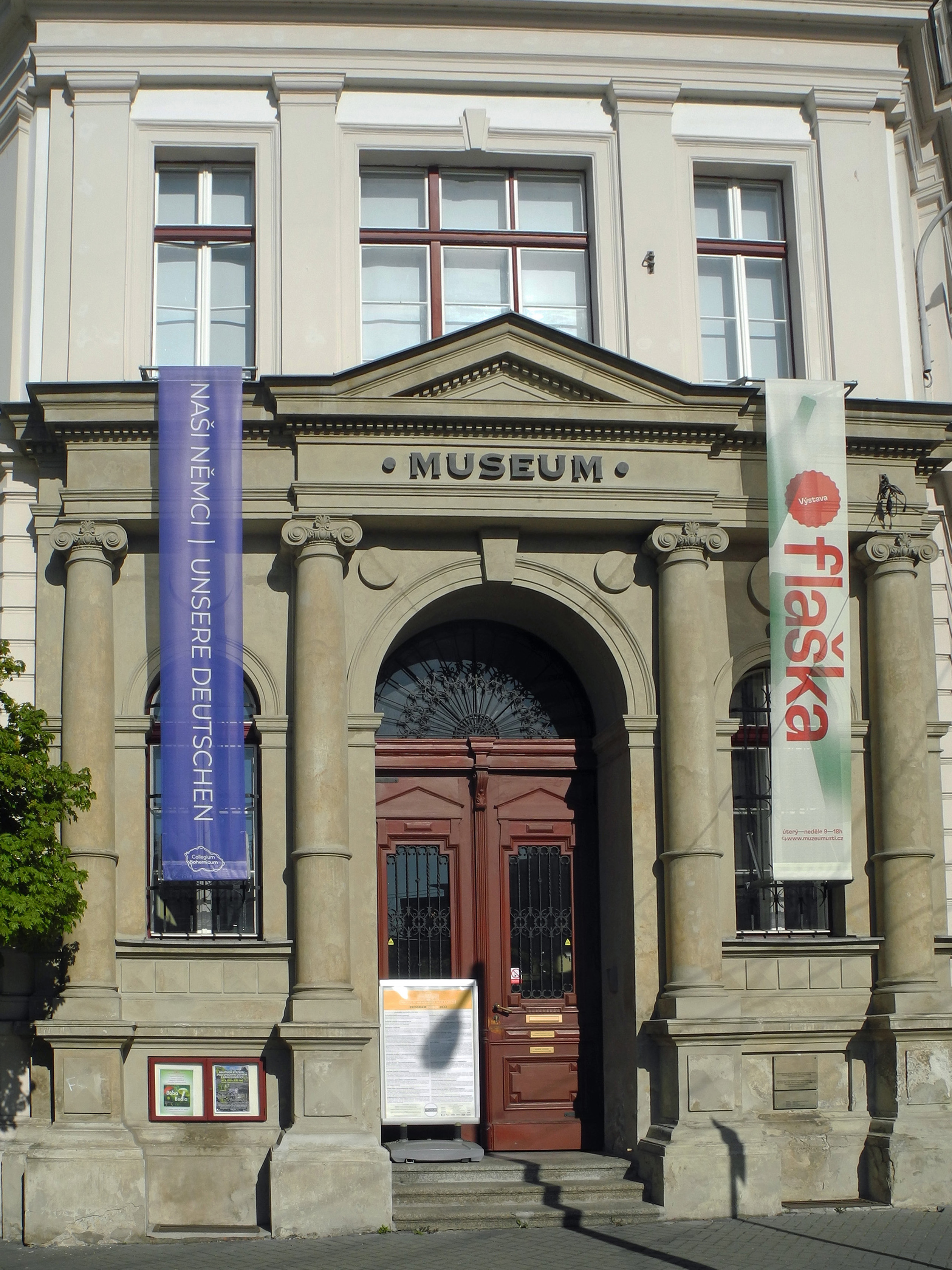
Portale di accesso principale

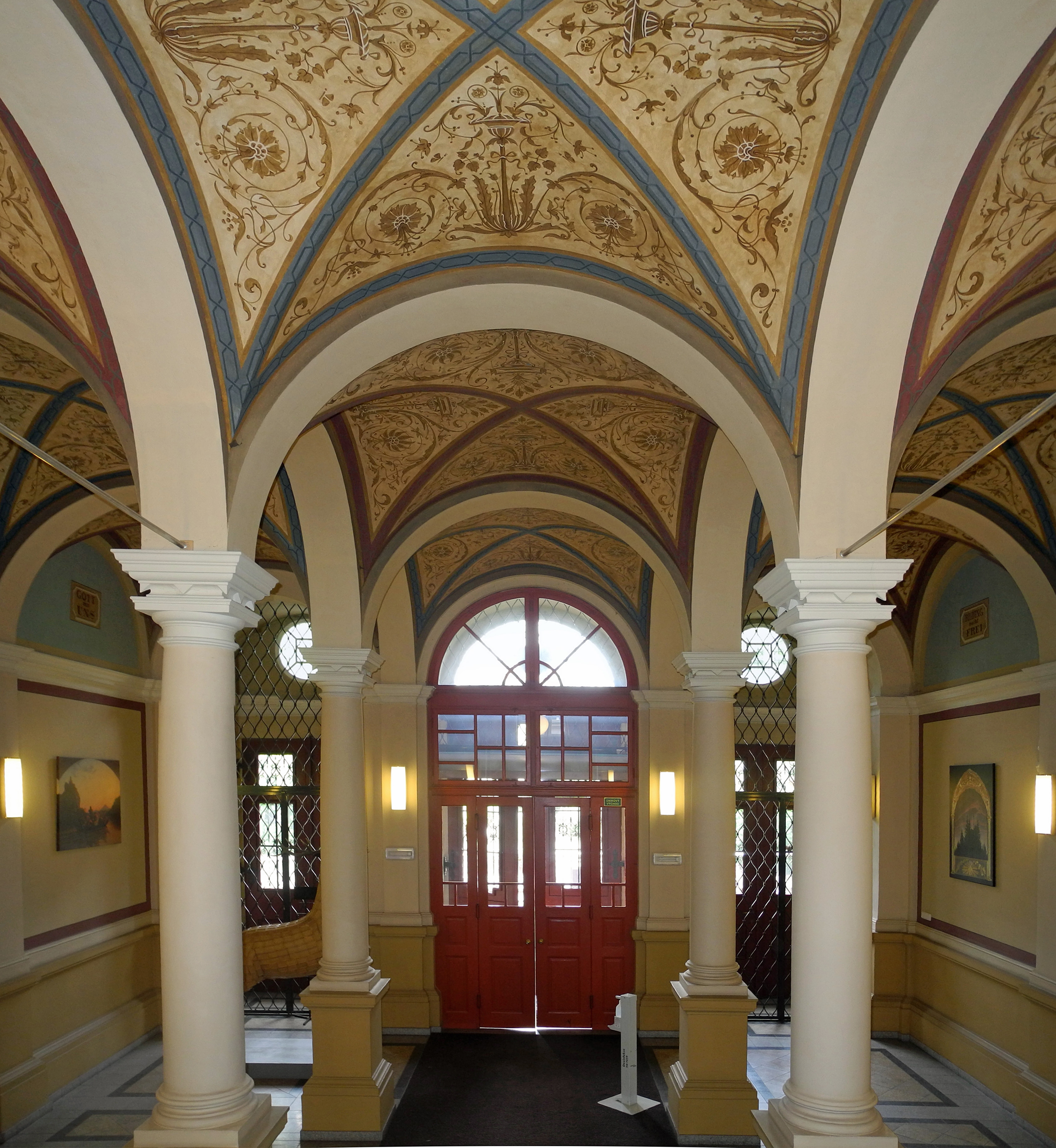
Atrio monumentale con soffitto riccamente decorato

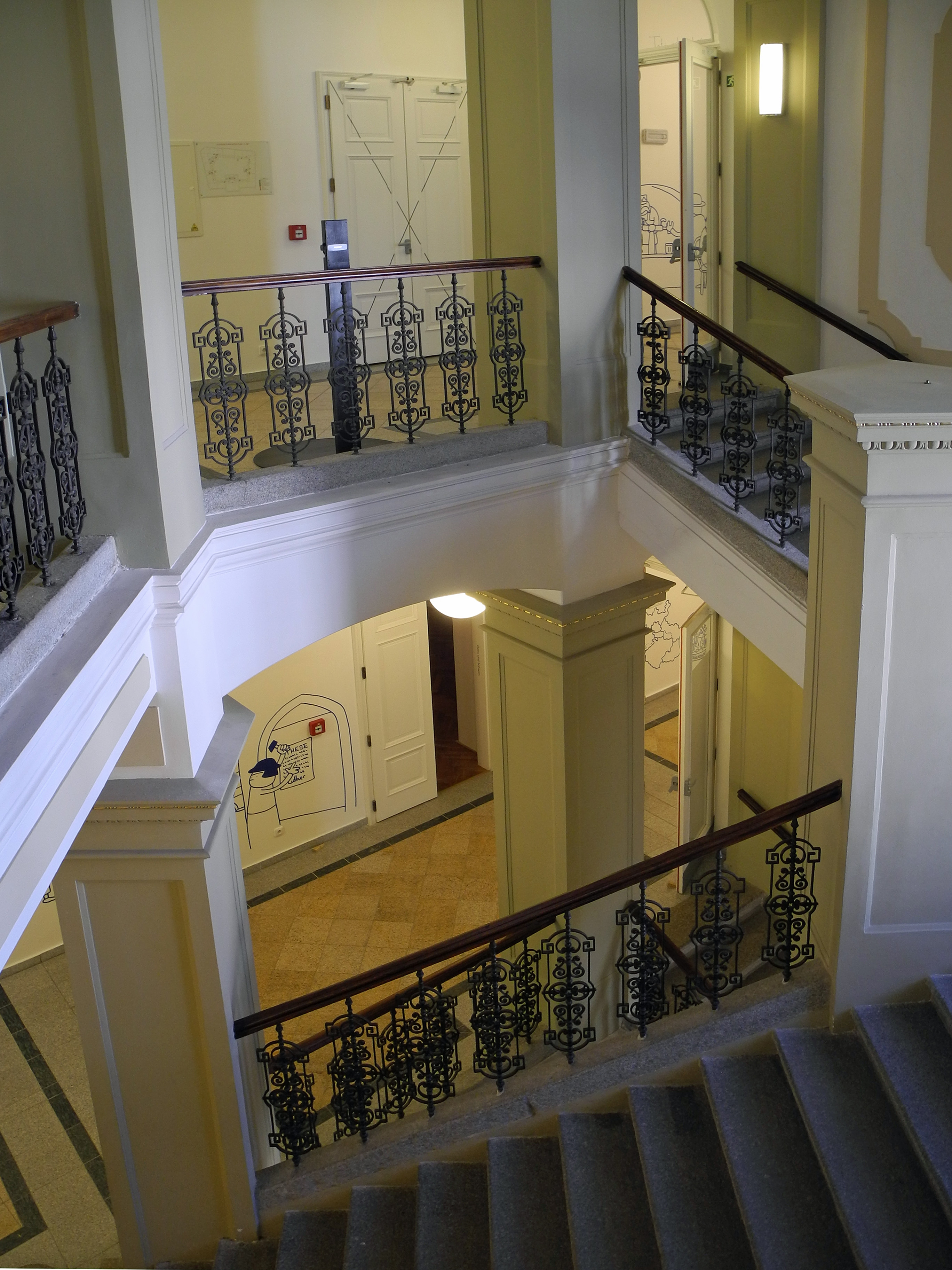
Grande scalone

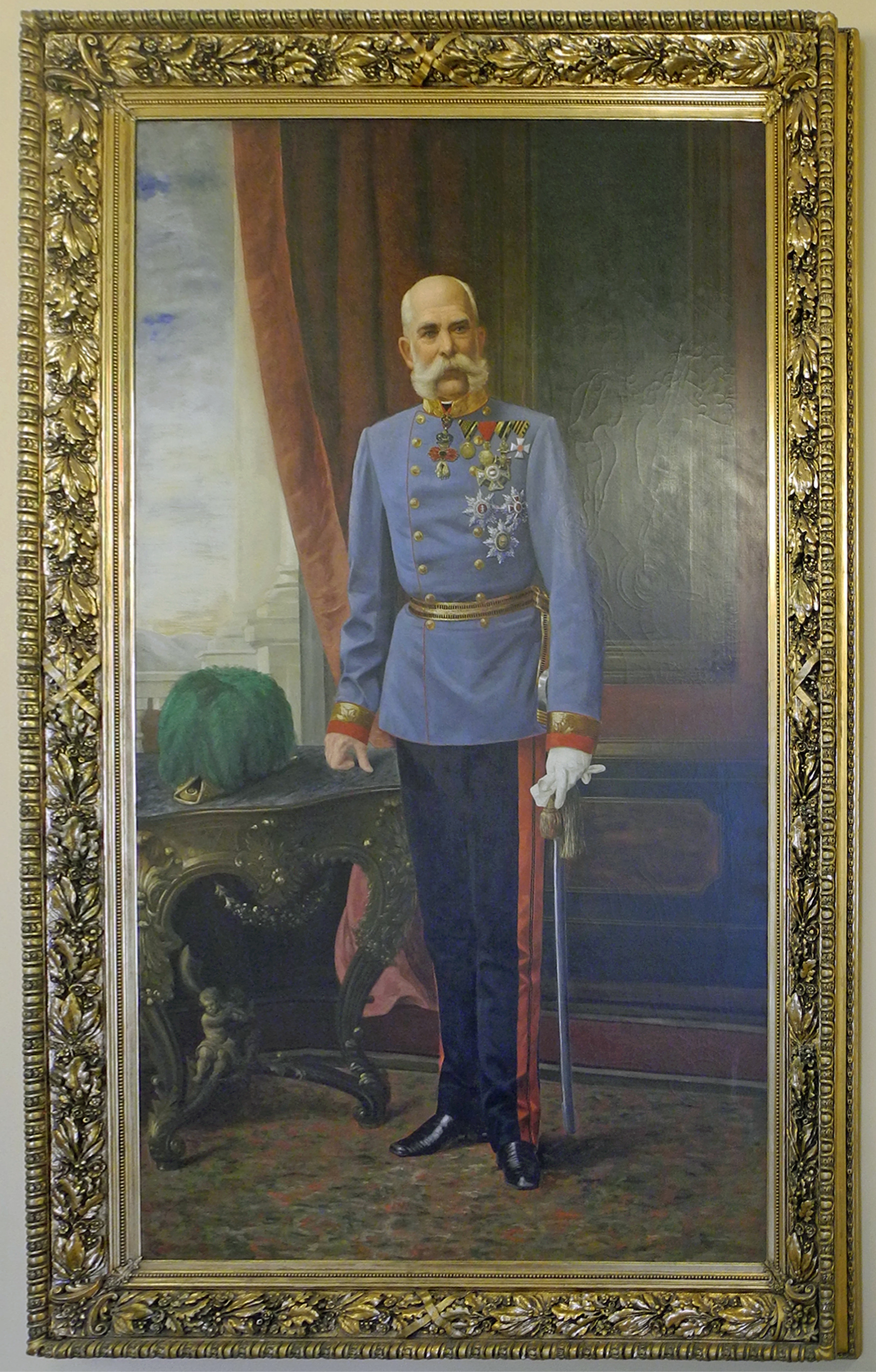
Dipinto raffigurante Francesco Giuseppe I conservato nel museo

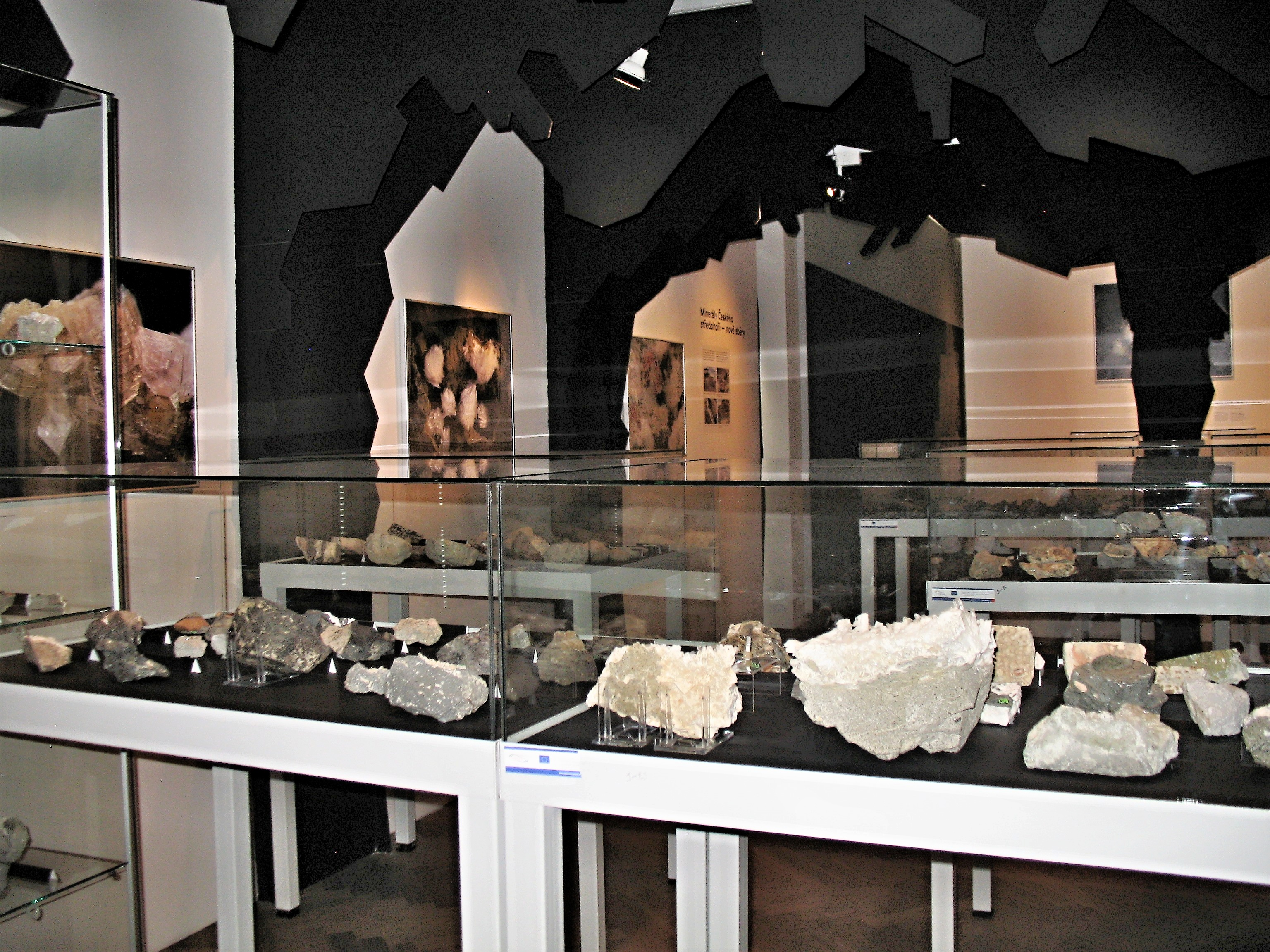
Una delle sale espositive della collezione di storia naturale

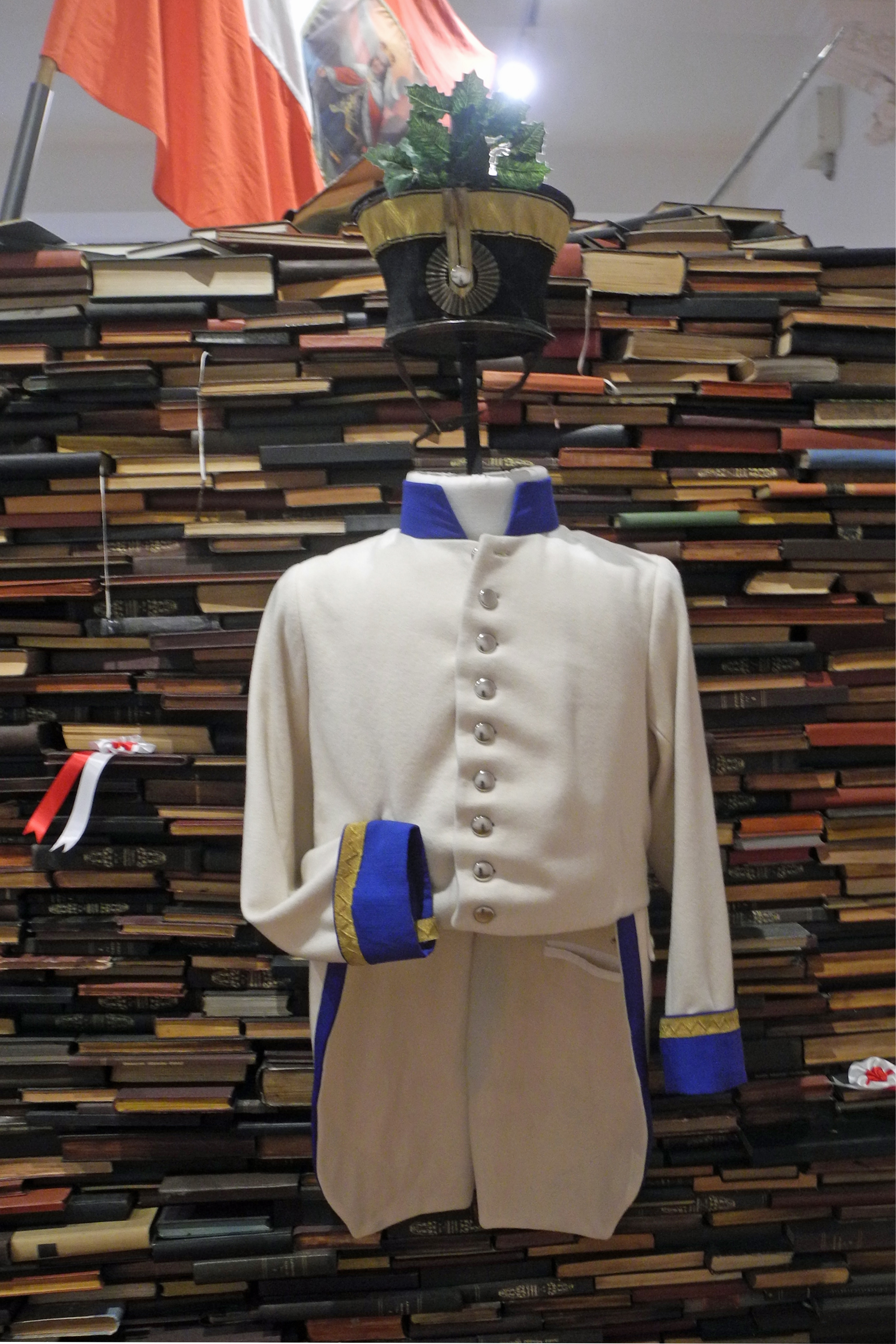
Particolare di una sala della mostra permanente I nostri tedeschi

Alla metà del XIX secolo il forte aumento della popolazione legato allo sviluppo industriale della città richiese la costruzione di un nuovo e grande edificio scolastico. Fino ad allora in città esistevano solo due scuole, che dovevano accogliere circa 2.000 alunni. Per il sito del nuovo edificio fu scelto il quartiere della cosiddetta Città Nuova e attorno questa prima struttura monumentale poi si aggiunsero il teatro e l'ufficio postale. La città indisse un concorso per valutare i progetti adatti alla nuova scuola. A primo posto si classificò il costruttore Leinweber di Chabařovice, al secondo posto l'architetto viennese August Krumholz e al terzo un architetto di Praga. Dopo valutazioni approfondite fu deciso di utilizzare il progetto dell'architetto Krumholz. Parte del progetto prevedeva anche la costruzione di una struttura che potesse sostituire il municipio con uno spazio di rappresentanza cittadina poiché ancora non esiteva un edificio municipale. Dopo la costruzione la sua decorazione venne realizzata dal pittore Brunotte di Teplice. Nel 1901 l'imperatore Francesco Giuseppe I d'Austria si recò in visita in città e vi concesse udienza nella sua sala di rappresentanza che da allora viene chiamata Sala Imperiale. Intanto, nel 1896, l'edificio originale venne affiancato da un altro edificio in stile simile e questo completò il complesso che ci è pervenuto. La scuola, per la quale era stato progettato il palazzo, rimase attiva fino al 1972, e da quella data vi si trasferì il museo. L'edificio quindi venne realizzato sostanzialmente in due fasi. La metà settentrionale fu completata nel 1876 e l'edificio a quattro ali fu completato nel 1896. Negli anni tra il 2006 e il 2011 le sale museali restarono chiuse per un grande lavoro di restauro e sistemazione degli esterni e degli interni. Esternamente fu aggiunto il timpano d'angolo verso piazza Lidice.

## Descrizione
Il museo si trova al centro di Ústí nad Labem, comune della Regione di Ústí nad Labem in Repubblica Ceca. L'edificio si affaccia su piazza Lidické, sulla quale si trova anche il teatro dell'opera e del balletto della Boemia settentrionale, il municipio e un tempo si trovava pure l'edificio delle poste. Si tratta di un grande edificio monumentale con quattro ali, a tre piani e a pianta quadrata. L'edificio è in mattoni con intonaco liscio, costruito su una pianta leggermente irregolare, approssimativamente quadrata. La copertura è a padiglione, ricoperta da sagome quadrate disposte diagonalmente con colmi più alti al centro delle facciate nord e sud, che hanno tetti mansardati con la stessa copertura. Le facciate sono scandite da un parterre bugnato e da lesene di ordine tuscanico. Le finestre dei piani superiori sono rettangolari, a doppia apertura verso l'interno, a quattro ali, con otto vetri montati su lamelle. Al piano interrato le finestre hanno la stessa larghezza ma sono molto basse. Al piano terra e al piano interrato sono dotate di moderne inferriate. Il seminterrato costituisce una sorta di plinto dell'intero edificio. Il piano terra è bugnato, sotto le finestre corre un cornicione profilato a parapetto. Al di sopra del bugnato il piano terra è rifinito con una trave profilata completa, il cui cornicione funge anche da cornice del parapetto delle finestre del primo piano. Il primo piano è suddiviso da lesene che portano una trave profilata completa, la cui cornice è anche cornice del parapetto delle finestre del secondo piano. Il secondo piano, diviso come il primo da lesene, reca un trave profilato completo, il cui cornicione decorato da mensole costituisce anche il coronamento dell'intero edificio. La facciata nord dell'ingresso principale, rivolta verso via Brněnská, ha ventuno assi di finestre. La facciata del lato orientale, rivolta verso via Masaryková, è composta da quindici assi di finestre. La facciata a tre assi dell'ingresso sud-orientale all'angolo tra le vie Masarykovy e U Divadla si affaccia in realtà su piazza Lidicek. Sopra la facciata c'è uno scudo in tre parti nello stile del Rinascimento sassone. La facciata sud rivolta verso via U Divadla ha ventitré assi di finestre, è modellata con prospetti laterali molto bassi e un prospetto centrale prominente. La facciata occidentale, rivolta verso via Vaníčkova, è quadrangolare. Ai piani sopra l'ingresso si trovano finestre raggruppate. Le facciate del cortile sono notevolmente più semplici, in esse spiccano le scale al centro delle facciate delle ali nord e ovest e nell'angolo tra le ali est e sud.

### Monumento culturale della Repubblica Ceca
La tutela dei monumenti della Repubblica Ceca considera il palazzo del museo della città di Ústí nad Labem un monumento culturale tutelato col numero di catalogo 1000155514.

## Spazi espositivi
Il museo ospita collezioni d'arte, collezioni sulla storia della città, reperti archeologici e di storia naturale. Con i suoi 200.000 oggetti esposti, tra cui 60.000 libri e 2.000 manoscritti e fogli grafici è uno dei musei regionali più importanti della Repubblica Ceca. Settori espositivi:
- Collezione di storia naturale del XIX secolo, con esemplari conservati di flora e fauna della Boemia nordoccidentale, degli altipiani centrali della Boemia e dei Monti Metalliferi.[5]
- Collezione storica. Conserva 10.000 fotografie, negativi e cartoline storiche. Armi e altri oggetti di uso militare illustrano la storia intorno al 1813 con cimeli della battaglia di Kulm. La mostra permanente I nostri tedeschi racconta le vicende dei tedeschi in Boemia nel corso di circa 800 anni ed è l'unica mostra su questo argomento nel Paese.[5][6]
- Belle arti e artigianato. Sono conservate xilografie tardo gotiche e dipinti di paesaggi del XIX e XX secolo, mobili storici e vetri decorati.[5]